# Torpedo peruana
Torpedo peruana är en rockeart som beskrevs av Norma F. Chirichigno 1963. Torpedo peruana ingår i släktet Torpedo och familjen darrockor. Inga underarter finns listade i Catalogue of Life.